# Sweetwater (Florida)
Sweetwater és una població dels Estats Units a l'estat de Florida. Segons el cens del 2000 tenia 14.226 habitants.

## Demografia
Segons el cens del 2000, Sweetwater tenia 14.226 habitants, 4.267 habitatges, i 3.550 famílies. La densitat de població era de 6.698,4 habitants/km².
Dels 4.267 habitatges en un 39,3% hi vivien nens de menys de 18 anys, en un 57,7% hi vivien parelles casades, en un 19,1% dones solteres, i en un 16,8% no eren unitats familiars. En el 12,8% dels habitatges hi vivien persones soles el 7,3% de les quals corresponia a persones de 65 anys o més que vivien soles. El nombre mitjà de persones vivint en cada habitatge era de 3,33 i el nombre mitjà de persones que vivien en cada família era de 3,55.
Per edats la població es repartia de la següent manera: un 24,2% tenia menys de 18 anys, un 9,6% entre 18 i 24, un 29,7% entre 25 i 44, un 23% de 45 a 60 i un 13,6% 65 anys o més.
L'edat mitjana era de 36 anys. Per cada 100 dones de 18 o més anys hi havia 87,9 homes.
La renda mitjana per habitatge era de 29.333 $ i la renda mitjana per família de 30.823 $. Els homes tenien una renda mitjana de 22.378 $ mentre que les dones 17.020 $. La renda per capita de la població era d'11.098 $. Entorn del 16,4% de les famílies i el 18,1% de la població estaven per davall del llindar de pobresa.

## Poblacions més properes
El següent diagrama mostra les poblacions més properes.